# Чемпионат мира по фехтованию 1965
Чемпионат мира по фехтованию 1965 года проходил с 2 по 12 июля в Париже (Франция). Среди мужчин соревнования проходили в личном и командном зачёте по фехтованию на саблях, рапирах и шпагах, среди женщин — только первенство на рапирах в личном и командном зачёте.

## Общий медальный зачёт
| Место | Страна         | Золото | Серебро | Бронза | Всего |
| ----- | -------------- | ------ | ------- | ------ | ----- |
| 1     | СССР           | 4      | 0       | 4      | 8     |
| 2     | Франция        | 2      | 1       | 2      | 5     |
| 3     | Венгрия        | 1      | 1       | 1      | 3     |
| 4     | Польша         | 1      | 1       | 0      | 2     |
| 5     | Великобритания | 0      | 2       | 0      | 2     |
| 5     | Румыния        | 0      | 2       | 0      | 2     |
| 7     | Италия         | 0      | 1       | 1      | 2     |
| Всего | Всего          | 8      | 8       | 8      | 24    |

## Медалисты

### Мужчины
| Дисциплина                  | Золото                                                                                   | Серебро                                                                                                   | Бронза                                                                                      |
| --------------------------- | ---------------------------------------------------------------------------------------- | --- | ------------------------------------------------------------------------------------------- |
| Шпага Личное первенство     | Золтан Немере                                                                            | Генри Хоскинс                                                                                             | Гурам Костава                                                                               |
| Шпага Командное первенство  | Франция · Ив Буасье · Жак Броден · Клод Буркар · Ив Дрейфус · Жак Гитте                  | Великобритания · Николас Холстед · Генри Хоскинс · Питер Джекобс · Аллан Джей · Джон Пеллинг              | СССР · Владимир Донин · Бруно Хабаров · Гурам Костава · Григорий Крисс · Алексей Никанчиков |
| Рапира Личное первенство    | Жан-Клод Маньян                                                                          | Даниэль Ревеню                                                                                            | Герман Свешников                                                                            |
| Рапира Командное первенство | СССР · Марк Мидлер · Герман Свешников · Юрий Рудов · Виктор Путятин · Юрий Сисикин       | Польша · Витольд Войда · Эгон Франке · Януш Рожицкий · Адам Лисевский · Збигнев Скрудлик                  | Франция · Жан-Клод Маньян · Жак Куртийя · Даниэль Ревеню · Пьер Родоканаши · Кристиан Ноэль |
| Сабля Личное первенство     | Ежи Павловский                                                                           | Миклош Месена                                                                                             | Золтан Хорват                                                                               |
| Сабля Командное первенство  | СССР · Умяр Мавлиханов · Марк Ракита · Нугзар Асатиани · Яков Рыльский · Борис Мельников | Италия · Джампаоло Каланкини · Владимиро Каларезе · Пьерлуиджи Кикка · Паоло Нардуцци · Чезаре Сальвадори | Франция · Клод Арабо · Робер Фресс · Жак Лефевр · Марсель Парен · Жан Рамез                 |

### Женщины
| Дисциплина                  | Золото | Серебро                                                                                                  | Бронза |
| --------------------------- | --- | --- | --- |
| Рапира Личное первенство    | Галина Горохова                                                                                               | Ольга Орбан-Сабо                                                                                         | Валентина Прудскова |
| Рапира Командное первенство | СССР · Галина Горохова · Валентина Прудскова · Валентина Растворова · Надежда Кондратьева · Татьяна Самусенко | Румыния · Иляна Дюлай-Дрымба-Еней · Екатерина Шталь-Енчик · Ольга Орбан-Сабо · Сюзана Таси · Мария Викол | Италия · Мария Анджела Фиссоне · Джулия Лоренцони · Бруна Коломбетти-Перончини · Кристиана Бортолотти · Джованна Машотта · Антонелла Раньо-Лонци |